# Квак Ок Чхоль
Квак Ок Чхоль (кор. 곽 옥철; 6 февраля 1973) — корейский дзюдоист полусредней весовой категории, выступал за сборную КНДР во второй половине 1990-х годов. Участник летних Олимпийских игр в Сиднее, обладатель двух бронзовых медалей чемпионатов мира, серебряный призёр Азиатских игр в Бангкоке, чемпион Азии по дзюдо, победитель многих турниров национального и международного значения.

## Биография
Квак Ок Чхоль родился 6 февраля 1973 года.
Первого серьёзного успеха на взрослом международном уровне добился в 1997 году, когда попал в основной состав национальной сборной Корейской народно-демократической республики и побывал на чемпионате мира в Париже, откуда привёз награду бронзового достоинства, выигранную в полусредней весовой категории. Год спустя стал серебряным призёром Азиатских игр в Бангкоке, в решающем поединке уступил представителю Южной Кореи Чо Инчхолю, действующему чемпиону мира и победителю последних Восточноазиатских игр. Ещё через год в категории до 81 кг одержал победу на чемпионате Азии в китайском Вэньчжоу, взял здесь верх над всеми своими оппонентами, в том числе над иранцем Каземом Сарихани в финале. Кроме того, в этом сезоне получил бронзу на мировом первенстве в английском Бирмингеме — единственное поражение потерпел здесь на стадии 1/16 финала от португальца Нуну Делгаду, действующего чемпиона Европы.
В 2000 году в полусреднем весе Квак занял пятое место на этапе Кубка мира в Праге, проиграв только австрийцу Патрику Райтеру в полуфинале и венгру Берталану Хайтошу в поединке за бронзовую медаль. Благодаря череде удачных выступлений удостоился права защищать честь страны на летних Олимпийских играх в Сиднее — в первых двух поединках полусредней весовой категории сумел одолеть своих оппонентов, в частности поборол Эрмахораса Манхлеса из Венесуэлы и Сергея Кухаренко из Белоруссии, однако на стадии четвертьфиналов был побеждён французом Джамелем Бурасом. В утешительных встречах за третье место в четвертьфинале прошёл голландца Мартена Аренса, но затем полуфинале проиграл представителю Уругвая Альваро Пасейро и таким образом остался на этих Играх без медали.
После сиднейской Олимпиады Квак Ок Чхоль больше не принимал участия в крупных международных турнирах и не показывал сколько-нибудь значимых результатов на международной арене.